# Коюноглу
Коюноглу е бивше село в Егейска Македония, разположено на територията на дем Пела, административна област Централна Македония.

## География
Селото е било разположено южно от Въдрища (Милотопос).

## История
В XIX век селото е малък чифлик. Към 1888 година в него живеят 4 български семейства. В тази година то се разпада, като жителите му се изселват във Въдрища.